# Manilkara huberi
Manilkara huberi (Ducke) Standl., 1933 è un albero della famiglia delle Sapotacee.
Produce un frutto commestibile, un lattice utilizzato per produrre una gomma, ed inoltre è un albero da legname.

## Descrizione
È un albero grande che giunge a 30-55 metri di altezza, con foglie oblanceolate di colore verde sulla faccia superiore e bianco-giallastro su quella inferiore.
Il frutto è una drupa giallo-marrone, ovoide, di circa 3 cm di diametro, commestibile, contenente uno o talvolta due semi neri lucidi.

## Distribuzione e habitat
È una pianta nativa del Sudamerica, diffusa in Guyana francese, Guyana, Suriname, Venezuela e Brasile.
Il suo habitat tipico è la foresta tropicale del bacino dell'Amazzonia.

## Usi
Dalla corteccia si estrae un lattice con lo stesso procedimento con cui si estrae dall'albero della gomma (Hevea brasiliensis). Dà origine ad una gomma inelastica di qualità inferiore alla guttaperca.
Si usa talvolta per produrre la copertura delle palle da golf.
Molto utilizzato a Porto Rico come albero da legname.
È un legno duro adatto a mobili e a materiale da costruzione.
Ha un peso specifico di 0,85–0,95 g/cm³.